# Font Picant (Sant Hilari Sacalm)
La Font Picant és una font noucentista de Sant Hilari Sacalm (Selva) inclosa a l'Inventari del Patrimoni Arquitectònic de Catalunya.

## Descripció
La font actual està construïda en pedra a la manera del templet i recorda la estructura anterior de fusta que feia de sostre a la Font Picant. Feta tota ella en granet, presenta els detalls dels forats per guardar els gots dels aigüistes, així com una trapa al mig de la font per fer-ne immersions.

## Història
L'Hotel es construeix el 1880; el seu propietari-fundador, en Martín Pagè, el dirigeix més de 40 anys. Estructuració del Passeig dels Enamorats i l'estanc. L'ermita de Santa Maria de Monsolís, d'origen romànic i restaurada l'any 1970 era freqüentada pels qui anaven a la font. L'any 1895 es va construir al Mansolí Nou, més proper a la font, una capella d'estil neoromànic- neogòtic, enderrocada el 1989 pel seu mal estat. El projecte i construcció de la Font Picant és de 1927 de l'arquitecte Jospe Mª Pericas. Després de la Guerra es van fer diverses reformes a càrrec de l'arquitecte Isidre Bosch i M.M. Ribot (1950). També al 1957 es va construir el parc a l'alta riba del riu, projecte de Neberhahs (arquitecte alemany).